# عثمان مالك
عثمان مالك (20 يوليو 1988 بلاهور في باكستان - ) هو لاعب كريكت باكستاني.

## وصلات خارجية
- عثمان مالك على موقع إي آس بي آن كريك إنفو (الإنجليزية)